# タイソン・ギリーズ
タイソン・ギリーズ（Tyson A. Gillies , 1988年10月31日 - ）は、カナダ連邦ブリティッシュコロンビア州バンクーバー出身のプロ野球選手（外野手）。右投左打。現在は、独立リーグであるカナディアン・アメリカン・リーグのオタワ・チャンピオンズに所属している。

## 経歴

### プロ入り前
少年時代はアイスホッケーもプレーしていたが、15歳頃から野球に専念するようになる。高校時代はブリティッシュコロンビア・プレミア・ベースボール・リーグのラングリー・ブレイズ(Langley Blaze)でプレー。チームの1年下にはカイル・ロツカー、2年下にはブレット・ロウリーがいた。

### プロ入りとマリナーズ傘下時代
2006年のMLBドラフト25巡目でシアトル・マリナーズに入団した。
2009年には1A＋で打率.341、44盗塁を記録した。

### フィリーズ傘下時代
2009年12月16日にクリフ・リーとの1対3のトレードで、フィリップ・オーモン、J.C.ラミレスと共にフィラデルフィア・フィリーズへ移籍した。
フィリーズ移籍後は故障がちで、最初の2シーズンで合計31試合しか出場できなかった。2011年11月18日にフィリーズの40人ロースターに加えられた。
2012年9月11日に第3回WBC予選のカナダ代表が発表され、代表入りした。
2013年1月17日に第3回WBC本戦のカナダ代表が発表され、代表入りした。メキシコ戦の乱闘では、アルフレド・アセベスを投げ倒している。オフの11月にロースターに登録された。
2014年6月に、ロースター外となった。
2015年6月17日に2015年パンアメリカン競技大会の男子野球カナダ代表に選出された。
オフの10月20日に第1回WBSCプレミア12のカナダ代表に選出された。
2017年5月5日にオタワ・チャンピオンズのトライアウトを受け、6月6日に契約を結んだ。

## 人物
聴覚障害があり、右耳は健常者の50%、左耳は30%程度しか聞こえない。そのため、補聴器を使用している。
2010年8月20日にコカインの所持容疑で逮捕されたが、冤罪の可能性が強まったため、後日不起訴となった。

## 詳細情報

### 代表歴
- 2013 ワールド・ベースボール・クラシック・カナダ代表
- 2015年パンアメリカン競技大会男子野球カナダ代表
- 2015 WBSCプレミア12 カナダ代表